# Kenneth MacDonald (brytyjski aktor)
Kenneth MacDonald (ur. 20 listopada 1950 w Manchesterze, zm. 5 sierpnia 2001) – brytyjski aktor filmowy i telewizyjny.